# Université des îles Baléares
 (mai 2025).
Si vous disposez d'ouvrages ou d'articles de référence ou si vous connaissez des sites web de qualité traitant du thème abordé ici, merci de compléter l'article en donnant les références utiles à sa vérifiabilité et en les liant à la section « Notes et références ».
L'université des îles Baléares (Catalan: Universitat de les Illes Balears, UIB, prononcé en catalan : [univəɾsiˈtad də ləz ˈiʎəz βələˈas] ; en castillan : Universidad de las Islas Baleares) est une université publique espagnole localisé à Palma sur l'île de Majorque. L'université est fondé en 1978 par la communauté autonome des îles Baléares, en Espagne.

## Présentation
Elle est située dans la banlieue de la capitale de la communauté, Palma de Majorque.
De plus, en accord avec le statut d'autonomie de la communauté, elle est l'institution chargée d'adapter les normes orthographiques de l'Institut d'Estudis Catalans à la réalité linguistique baléare à travers un consortium formé par des membres issus des deux institutions.

## Histoire
Les origines de l'Université remontent à 1483, lorsque le roi Ferdinand II d'Aragon autorisa la fondation de l'Estudi General Lul·lià à Palma, Majorque. Ce collège a été nommé d'après le philosophe et écrivain Ramon Llull (c.1232-c.1315). Il a fonctionné jusqu'en 1835, date à laquelle il a été fermé après d'intenses débats.
Après 1835, des étudiants des îles Baléares fréquentent l'université de Cervera, puis de Barcelone. Il n'y avait pas d'établissement d'enseignement supérieur aux îles Baléares jusqu'en 1949, lorsque l'Estudi General Lul·lià a été réinstitué sous les auspices de l'Université de Barcelone. Celui-ci offrait initialement des cours de philosophie et de philologie, reconnus par l'Université de Barcelone. Les facultés des sciences et des arts ont été ajoutées en 1972 (rattachées respectivement à l'Université autonome de Barcelone et à l'Université de Barcelone), suivies de la faculté de droit.
Les facultés de l'Estudi General Lul·lià ont été séparées de leurs universités de parrainage en 1978, formant l'Université de Palma.
Les travaux d'un nouveau campus ont commencé en 1983, sur la route de Palma à Valldemossa. Ce fut un choix controversé ; il y avait un emplacement alternatif près de la faculté des sciences d'origine à Palma. En 1998, des sites supplémentaires ont été ouverts à Ibiza et à Alaior, Minorque.
En 1985, le nom a été changé pour l'actuelle Université des îles Baléares.
L'École de tourisme a été ajoutée en 1993, la Faculté d'éducation en 1992 et l'École de psychologie et l'École polytechnique en 2000.
Depuis 1996, l'Université est financée par le gouvernement des îles Baléares.

## Recteurs de l'Université des Îles Baléares
- Antoni Roig Muntaner : 1979-1981 (Professor of Physique Chimie)
- Antoni Ribera i Blancafort : 1981-1982
- Nadal Batle i Nicolau : 1982-1995
- Llorenç Huguet: 1995-2003
- Avel·lí Blasco : 2003-2007 (Professeur de Droit Administratif)
- Montserrat Casas Ametller : 2007-2013 (Professeur de Physique Atomique, Moléculaire et Nucléaire)
- Jaume Carot (intérim) : 2013
- Llorenç Huguet : 2013-2021 (Professeur de Sciences Informatiques)
- Jaume Jesús Carot Giner : 2021-

## Honneurs
L'astéroïde (185101) Balearicuni a été nommé en son honneur.